# Shocking Love
Shocking Love (On ne meurt que deux fois) è un film del 1985 diretto da Jacques Deray.
Il film è basato sul libro He Died with His Eyes Open di Derek Raymond del 1984.

## Riconoscimenti
- Premi César
  - 1986: Migliore fotografia